# Esparron (Altos-Alpes)
Esparron é uma comuna francesa na região administrativa da Provença-Alpes-Costa Azul, no departamento de Altos-Alpes. Estende-se por uma área de 24,11 km². Em 2010 a comuna tinha 56 habitantes (densidade: 2,3 hab./km²).